# Wysokie Brzegi
Wysokie Brzegi – część miasta Oświęcimia, w jego północnej części. Rozpościera się w rejonie ulic Wysokie Brzegi, Szpitalnej i Wiklinowej. Znajduje się tu m.in. cmentarz komunalny.